# Deafheaven / Bosse-de-Nage
Deafheaven / Bosse-de-Nage — сплит двух американских блэк-метал-групп Deafheaven и Bosse-de-Nage, записанный в августе 2012 и выпущенный 20 ноября того же года на лейбле Flenser Records. Сторона Deafheaven — кавер-версия пост-рок-группы Mogwai «Punk Rock» и «Cody» с их альбома 1999 года Come On Die Young, а Bosse-de-Nage — оригинальная композиция «A Mimesis of Purpose».

## Список композиций
Сторона A: Deafheaven
1. «Punk Rock / Cody» (кавер на Mogwai) — 10:36

Сторона B: Bosse-de-Nage
1. «A Mimesis of Purpose» — 9:02